# Rádio Assembleia Legislativa de Mato Grosso
Rádio Assembleia Legislativa de Mato Grosso é uma emissora de rádio brasileira sediada em Cuiabá, capital do estado de Mato Grosso. Opera no dial FM, na frequência 89.5 MHz. Integrante de um projeto pioneiro no Brasil. Trata-se da primeira operação da Rede Legislativa de Rádio, uma parceria da Câmara Federal em Brasília com Assembleias Legislativas e Câmaras Municipais. Em março de 2015, o presidente da Câmara dos Deputados, Eduardo Cunha e o presidente da Assembleia, deputado Guilherme Maluf, assinaram um termo de cooperação técnica entre a câmara dos Deputados e o Poder Legislativo de Mato Grosso para implantação da Rádio Assembleia. Pelo acordo, os equipamentos de transmissão foram licitados e doados pela Câmara dos Deputados em um investimento de mais de R$ 1 milhão. Para a transmissão do sinal da Rádio Assembléia foram cedidos um transmissor de 10.000 Watts, antena, receptor, moduladores, entre outros. Em contrapartida, a Assembleia Legislativa de Mato Grosso forneceu a torre de transmissão, estúdios, profissionais da área técnica e jornalistas e equipamentos para inserção de programação local. A emissora é afiliada à Rádio Câmara.
A emissora opera em frequência antes pertencente ao empresário e ex-bicheiro João Arcanjo Ribeiro, que atuava como Club FM. Após denúncias de envolvimento em esquema criminoso e no assassinato do empresário Domingos Sávio Brandão, a 89.5 MHz foi cassada pelo Ministério das Comunicações em agosto de 2003. Antes da frequência ser repassada para a Câmara dos Deputados, a Universidade Federal de Mato Grosso (UFMT) avaliava a instalação de sua rádio educativa no espaço vago.